# Orłowo (powiat inowrocławski)
Orłowo – wieś w Polsce, położona w województwie kujawsko-pomorskim, w powiecie inowrocławskim, w gminie Inowrocław.

## Podział administracyjny
Wieś królewska starostwa inowrocławskiego położona była w końcu XVI wieku w powiecie inowrocławskim województwa inowrocławskiego. W latach 1975–1998 miejscowość należała administracyjnie do województwa bydgoskiego.

## Demografia
Według Narodowego Spisu Powszechnego (III 2011 r.) wieś liczyła 607 mieszkańców. Jest drugą co do wielkości miejscowością gminy Inowrocław.

## Historia

### Średniowiecze
Z 1227 pochodzi najstarsza wzmianka dotycząca Orłowa. Wówczas biskup kujawski Michał wystawił dwa dokumenty in Horlow. Rok później (1228) Konrad I mazowiecki nadał miejscowość Krzyżakom. W 1232 biskup kujawski Michał i książę Pomorza Gdańskiego Świętopełk II oświadczyli, że za dziesięcinę z Orłowa płacić będą 3 grzywny Kościołowi wyszogrodzkiemu. W XII wieku w Orłowie znajdował się dwór i folwark zakonny oraz młyn. Folwarkiem administrował specjalny zarządca. W 1271 książę Bolesław Pobożny ułożył się z Krzyżakami o wynagrodzenie szkody, jaką im wyrządzono w miejscowościach Orłowo, Murzynno i Stara Nieszawa. W 1311 podczas zjazdu Władysława Łokietka z wielkim mistrzem w Brześciu Kujawskim Krzyżacy przyrzekli oddanie Orłowa Polsce. W 1339 Orłowo zostało komturią krzyżacką. W 1346 otrzymało prawa chełmińskie. Od 1416 toczyły się spory o zwrot Orłowa między Krzyżakami a przedstawicielami króla Władysława Jagiełły. W 1422 starosta brzeski Jędrzej Brochocki pokonał Krzyżaków w bitwie między Orłowem a Murzynnem. W tym samym roku miejscowość wróciła do Polski. W 1505 król Aleksander Jagiellończyk zapisał Orłowo Stanisławowi Jarockiemu. W 1538 Orłowo zostało wsią królewską z wójtem i sołtysem. W XVI wieku zbudowano tu kościół parafialny.

### XIX i XX wiek

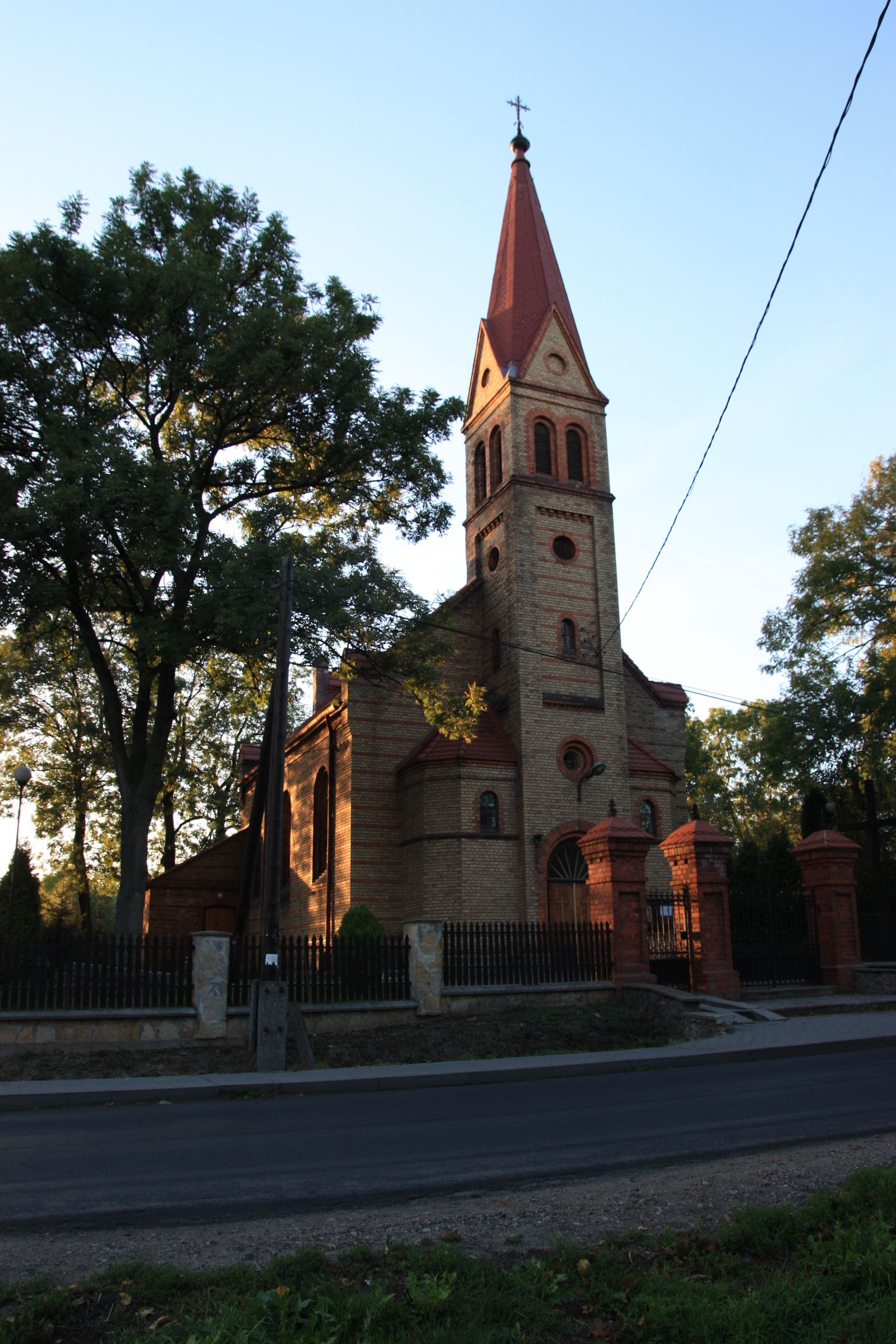
Kościół pw. św. Elżbiety

W 1872 w Orłowie mieszkało 470 ludzi. Jego właścicielem był Gottlob Engelhard von Nathusius, który rozpoczął budowę dworku. W 1880 właścicielem został Bruno Gottschling. W 1900 miejscowość stała się własnością Cukrowni Kujawy w Janikowie. W 1903 jej właścicielem został Fredrich von Beyme, a w 1941 Fritz Jürgen von Beyme.

## Zabytki
Według rejestru zabytków NID na listę zabytków wpisane są:
- kościół parafialny pw. św. Elżbiety, XVIII w., 1858, nr rej.: A/842/1-2 z 16.09.1998
- cmentarz kościelny, nr rej.: j.w.
- zespół dworski, nr rej.: A/182/1-2 z 9.06.2004:
  - dwór, 1872
  - park, 2 poł. XIX w.

## Sport
W miejscowości działa klub piłkarski - Ludowy Klub Sportowy "Orłowianka" Orłowo. Drużyna została założona w 1975, a obecnie występuje w Grupie IV bydoskiej B-klasy (ósmy poziom rozgrywkowy)